# Coelogyne brachyptera
Coelogyne brachyptera är en orkidéart som beskrevs av Heinrich Gustav Reichenbach.
Coelogyne brachyptera ingår i släktet Coelogyne och familjen orkidéer. Inga underarter finns listade i Catalogue of Life.

## Bildgalleri

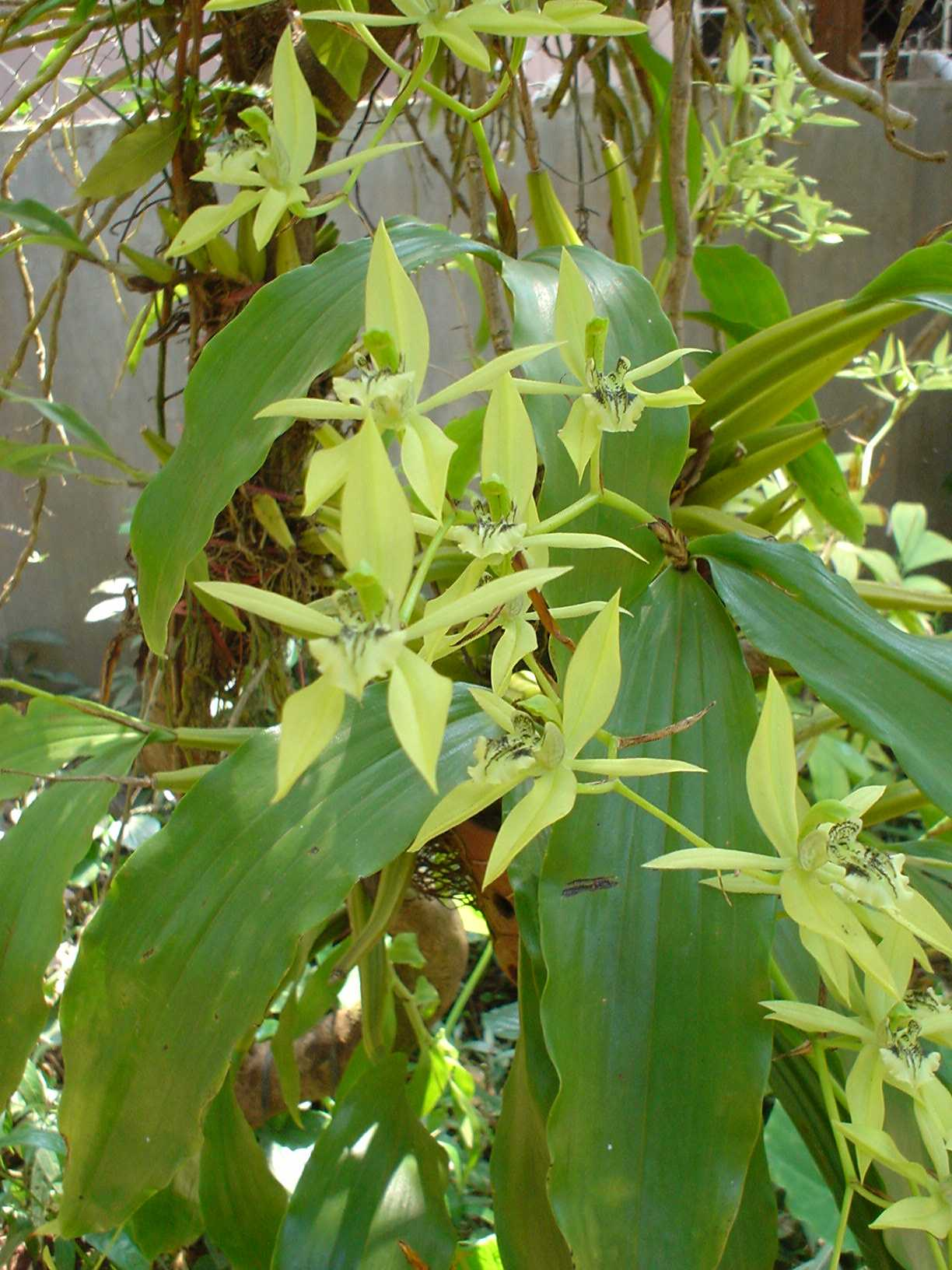
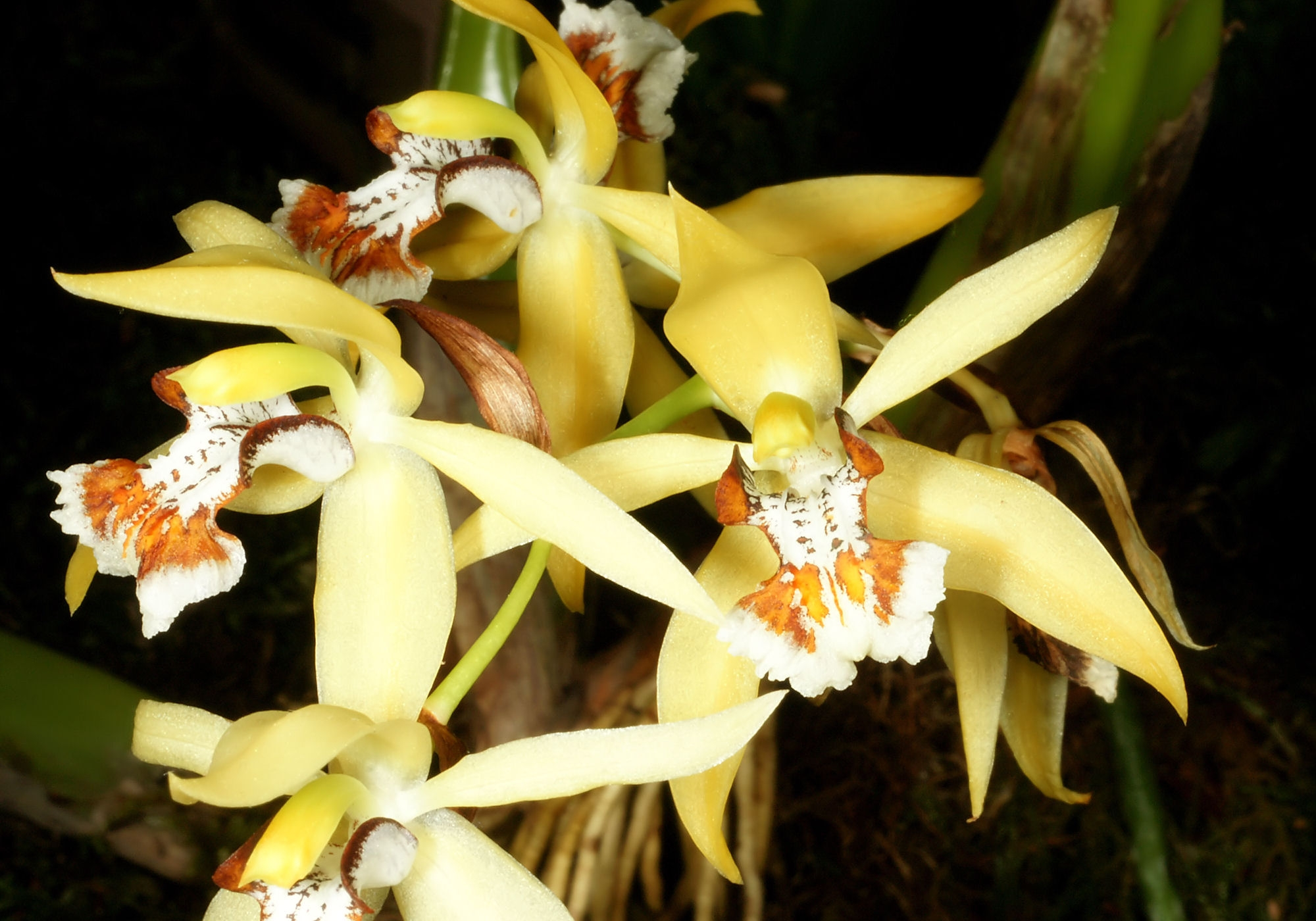